# Wizzl

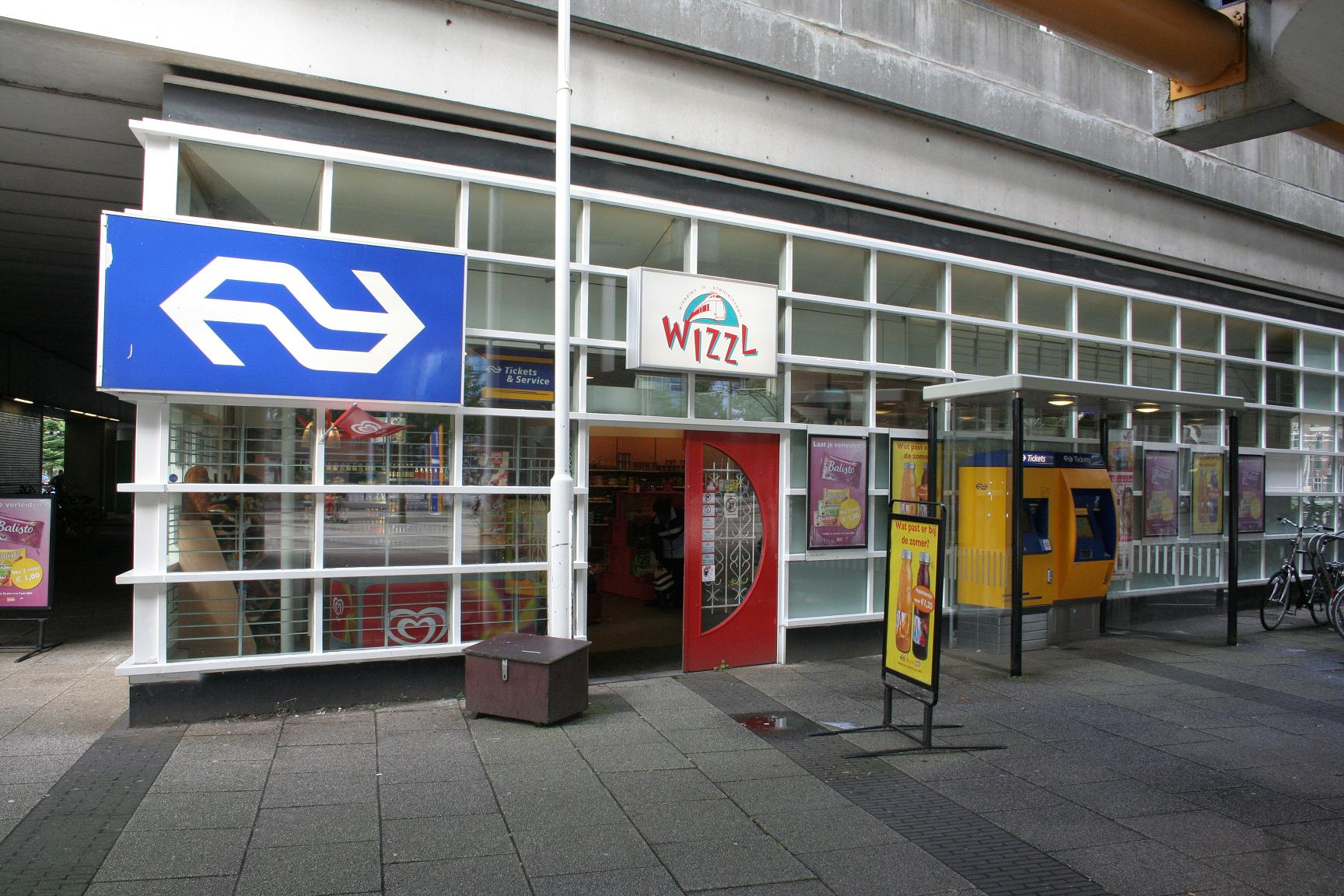
Wizzl-winkel bij station Voorburg.

Een Wizzl was een gemakswinkel met een beperkt assortiment bij een Nederlands spoorwegstation, waar tevens treinkaartjes gekocht konden worden. De formule, ontstaan in 1996, bestond eind 2000 uit 53 winkels.
Een Wizzl was meestal te vinden op de semigrote stations; te klein voor een apart NS Tickets & Servicepunt, maar te groot om alleen te volstaan met verkoopautomaten. De winkels werden geëxploiteerd door horecabedrijf Servex.